# Ebbw Vale Rugby Football Club
Ebbw Vale RFC est un club professionnel gallois de rugby à XV situé à Ebbw Vale, au pays de Galles. Le club évolue dans le Super Rygbi Cymru (en)
Les joueurs sont surnommés les Steelmen (« Les Hommes d'acier ») en référence à l'industrie sidérurgique qui fit longtemps vivre la ville et fut la plus importante d'Europe entre les deux grandes guerres. Ses joueurs sont susceptibles d’être sélectionnés par le Dragons RFC, franchise professionnelle avec qui le club ne doit pas être confondu et qui dispute le United Rugby Championship et les compétitions de l'EPCR.

## Histoire
Ebbw Vale RFC est fondé en 1879.
Le club connaît une période où il pratique le rugby à XIII, entre 1907 et 1912.
Le club participe à plusieurs reprises aux diverses compétitions européennes, dont la Coupe d'Europe en 1998-1999, compétition lors de laquelle ils battent le Stade toulousain 19 à 11, club chez qui ils avaient encaissé pourtant le plus gros écart de l'histoire de la compétition, soit 92 points, après une défaite 108-16.
En 2024, la fédération galloise lance le Super Rygbi Cymru (en), première compétition professionnelle incluant dix équipes. Appliquée pour la saison 2024-2025, Ebbw Vale en fait partie,. 

## Palmarès
- Challenge européen :
  - Quart de finaliste (2) : 2000 et 2002.
- Championnat du pays de Galles : 
  - Champion (non officiel) (4) : 1952, 1954, 1957 et 1960.
  - Champion (1) : 2016
- Coupe du pays de Galles :
  - Finaliste (1) : 1998.

## Personnalités du club

### Joueurs célèbres
- Rob Ackerman
- Huw Bennett
- Ockert Booyse
- Guy Easterby
- Bob Norster
- Iestyn Thomas
- David Watkins

### Entraîneurs
- Mike Ruddock
- Balie Swart